# Ponthieva oligoneura
Ponthieva oligoneura är en orkidéart som beskrevs av Rudolf Schlechter. Ponthieva oligoneura ingår i släktet Ponthieva och familjen orkidéer. Inga underarter finns listade i Catalogue of Life.